# Melitaea griseopicta
Melitaea griseopicta är en fjärilsart som beskrevs av Ruggero Verity 1950. Melitaea griseopicta ingår i släktet Melitaea och familjen praktfjärilar. Inga underarter finns listade i Catalogue of Life.